# Bauer Media Danmark
Bauer Media Danmark er et dansk datterselskab til Bauer Media Group, der driver radiostationerne Nova FM, The Voice, Radio 100, POP FM, myRock, Radio Soft og Radio Klassisk.
Bauer Media Danmark blev til, da ProSiebenSat.1 Media solgte SBS Radio i april 2015.
Den ældste af kanalerne er The Voice, der begyndte sine udsendelser i 1984. I 1999 etableredes søsterkanalen POP FM, der blev lukket i 2004 efter SBS' overtagelse af Radio 2 året før, men som blev relanceret i 2010.
I 2008 blev Radio 2 erstattet af Radio City, der sendte til 2009, hvorefter dennes frekevenser blev brugt til den nye station, Nova FM, der opstod gennem SBS Radios og TV2s aftale om at drive Danmarks femte jordbaserede FM-radiokanal, som TV2 før havde drevet alene.
Bauer Media arrangerer sammen med DR, Danske Medier og  Radio4 den årlige konference Audiodays, hvor Prix Radio prisuddelingen afholdes.